# لانگویو (تگزاس)
لانگویو، تگزاس (به انگلیسی: Longview, Texas) شهری در ایالت تگزاس از ایالات جنوبی ایالات متحده آمریکا است. در سرشماری سال ۲۰۰۰، جمعیت این شهر ۷۷۷۹۳ نفر اعلام شد.